# Заврх над Добрно
Заврх над Добрно (словен. Zavrh nad Dobrno) је насељено место у општини Добрна, Савињска регија, Словенија.

## Историја
До територијалне реорганизације у Словенији био је у саставу старе општине Цеље.

## Становништво
У попису становништва из 2011. године, Заврх над Добрно је имао 254 становника.
| Број становника према пописима | Број становника према пописима | Број становника према пописима |
| ------------------------------ | ------------------------------ | ------------------------------ |
| 1991                           | 2002                           | 2011                           |
| 239                            | 253                            | 254                            |

Напомена: До 1953. исказивано под именом Заврх.